# Ponta da Praia (Santos)
A Ponta da Praia é um bairro da cidade paulista de Santos, no Brasil.
Tem como bairros vizinhos o Estuário (separados pela Avenida Affonso Penna) e a Aparecida (pelo Canal 6, cujo logradouro é a Avenida Coronel Joaquim Montenegro). A praia da Ponta da Praia é a menor da região. O bairro localiza-se entre os canais 6 e 7 (cujo logradouro é a Avenida General San Martin), e tem orla com vista tanto do mar, quanto dos navios que cruzam o estuário.
Na Avenida Rei Pelé situam-se alguns dos principais clubes da cidade: Internacional, Saldanha da Gama, Regatas Santista e Vasco da Gama, além do Museu de Pesca e o Deck do Pescador, local frequentado por pescadores e, às vezes, por observadores dos transatlânticos que na alta temporada, época dos cruzeiros marítimos, passam pelo Porto de Santos.
Um dos principais pontos turísticos da cidade fica localizado na Ponta da Praia: o Aquário Municipal de Santos.
O Museu do Mar também é uma importante atração. É uma entidade única no Brasil, de iniciativa privada e sem finalidade lucrativa, tendo como principal objetivo o aperfeiçoamento cultural e intelectual da comunidade pelo estudo sistemático das ciências do mar. Seu acervo é conhecido no mundo inteiro por pesquisadores, institutos oceanográficos e demais instituições congêneres - com os quais mantém a entidade permanente intercâmbio científico -, sendo considerado pela comunidade especializada um dos mais completos e diversificados da América Latina.

Na Praça Almirante Gago Coutinho (no fim da Avenida Rei Pelé e da Avenida dos Portuários), encontra-se o Mercado de Peixes - ponto de referência quando o assunto são os pescados -, além do ferry boat, que possibilita a ligação ao Guarujá, dia e noite, através da famosa Travessia Santos-Guarujá.

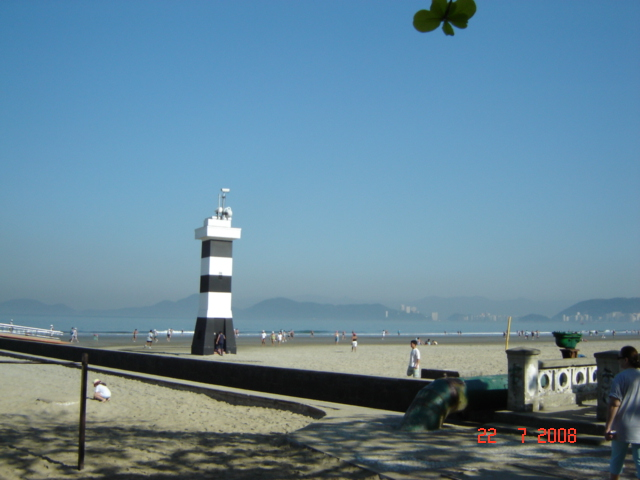
Farol da Ponta da Praia, localizado à praia do Canal 6.
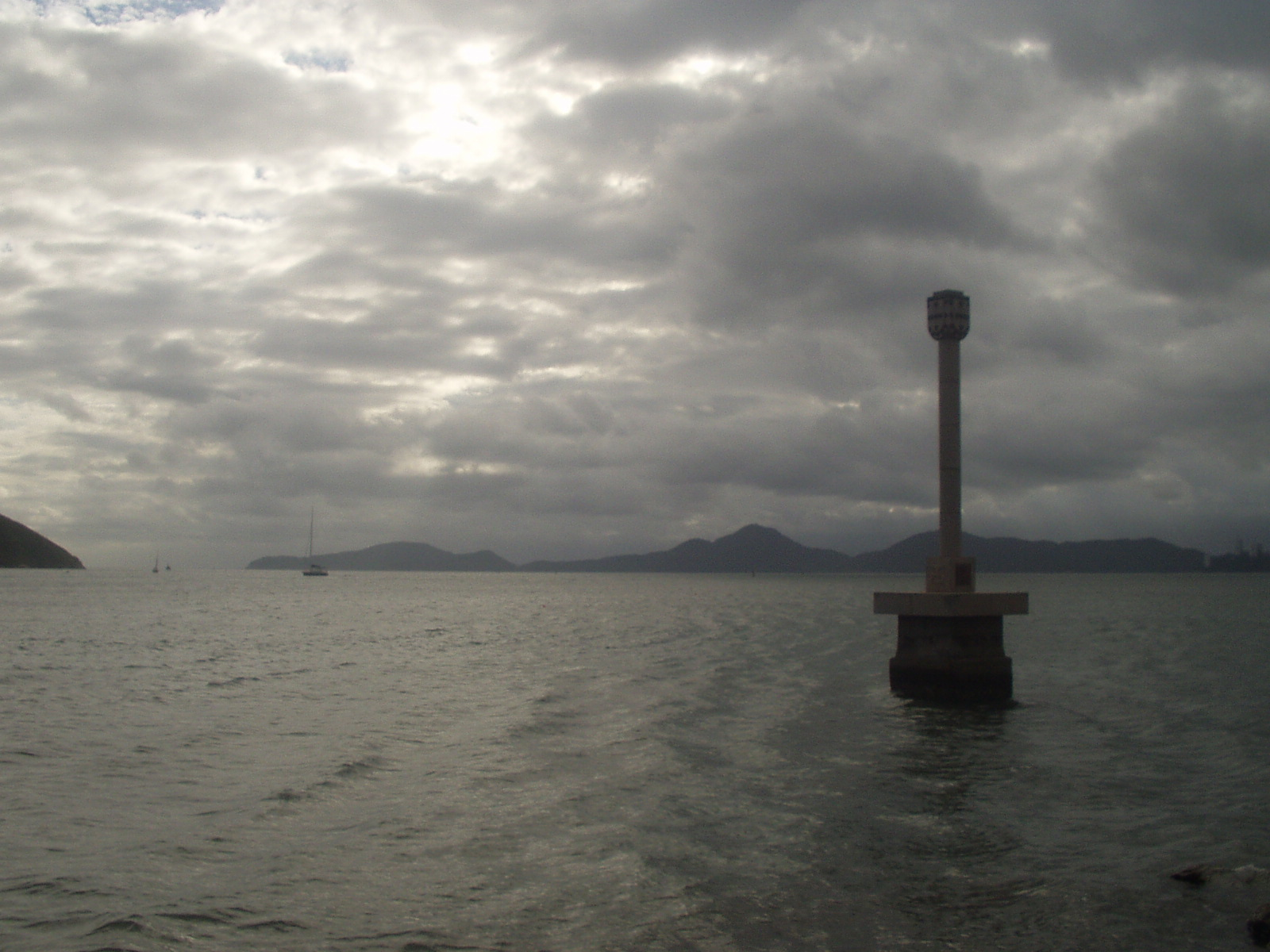
Padrão de Dom Henrique, localizado em frente ao calçadão da Avenida Rei Pelé.
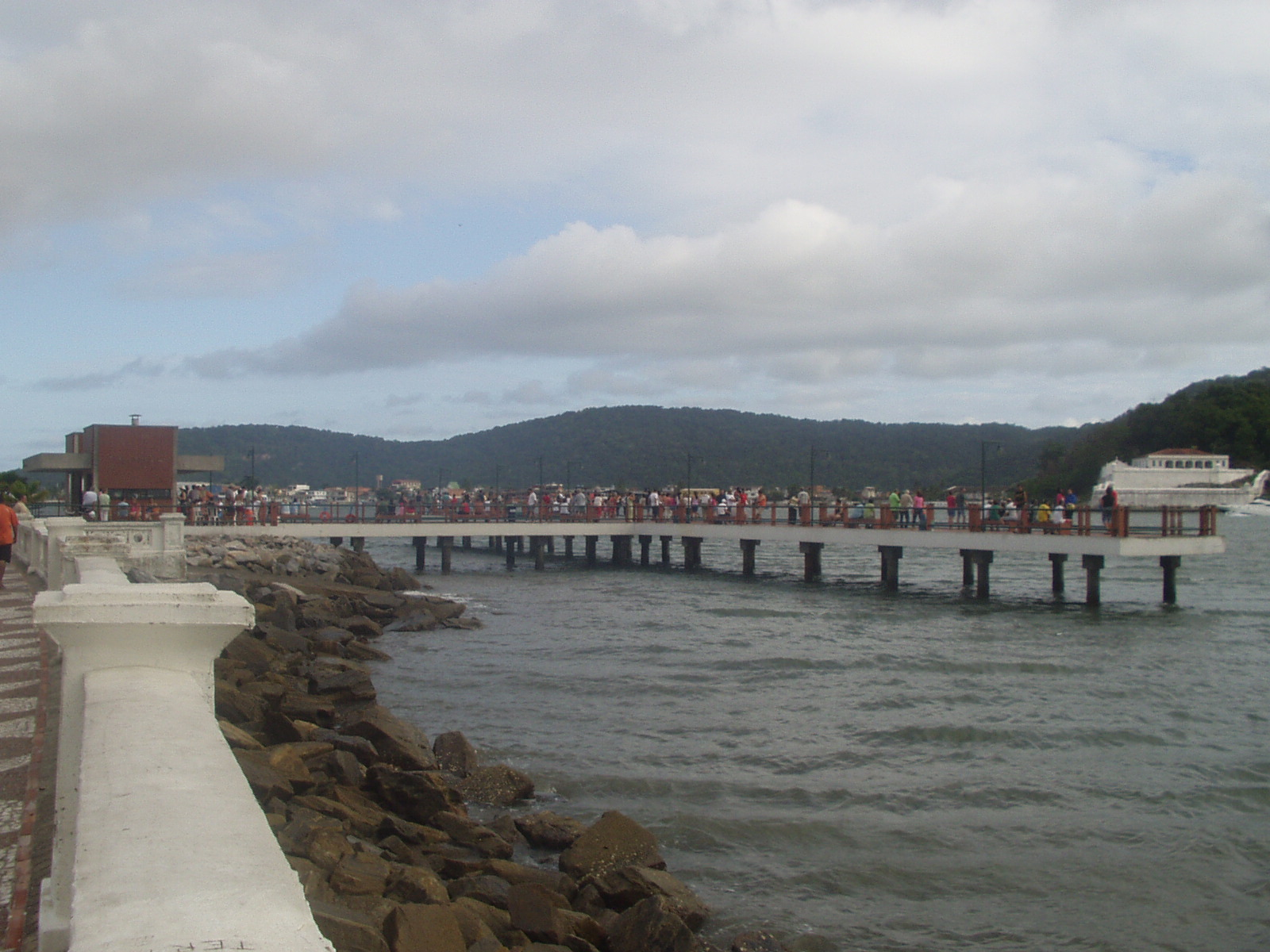
Vista do Deque do Pescador.
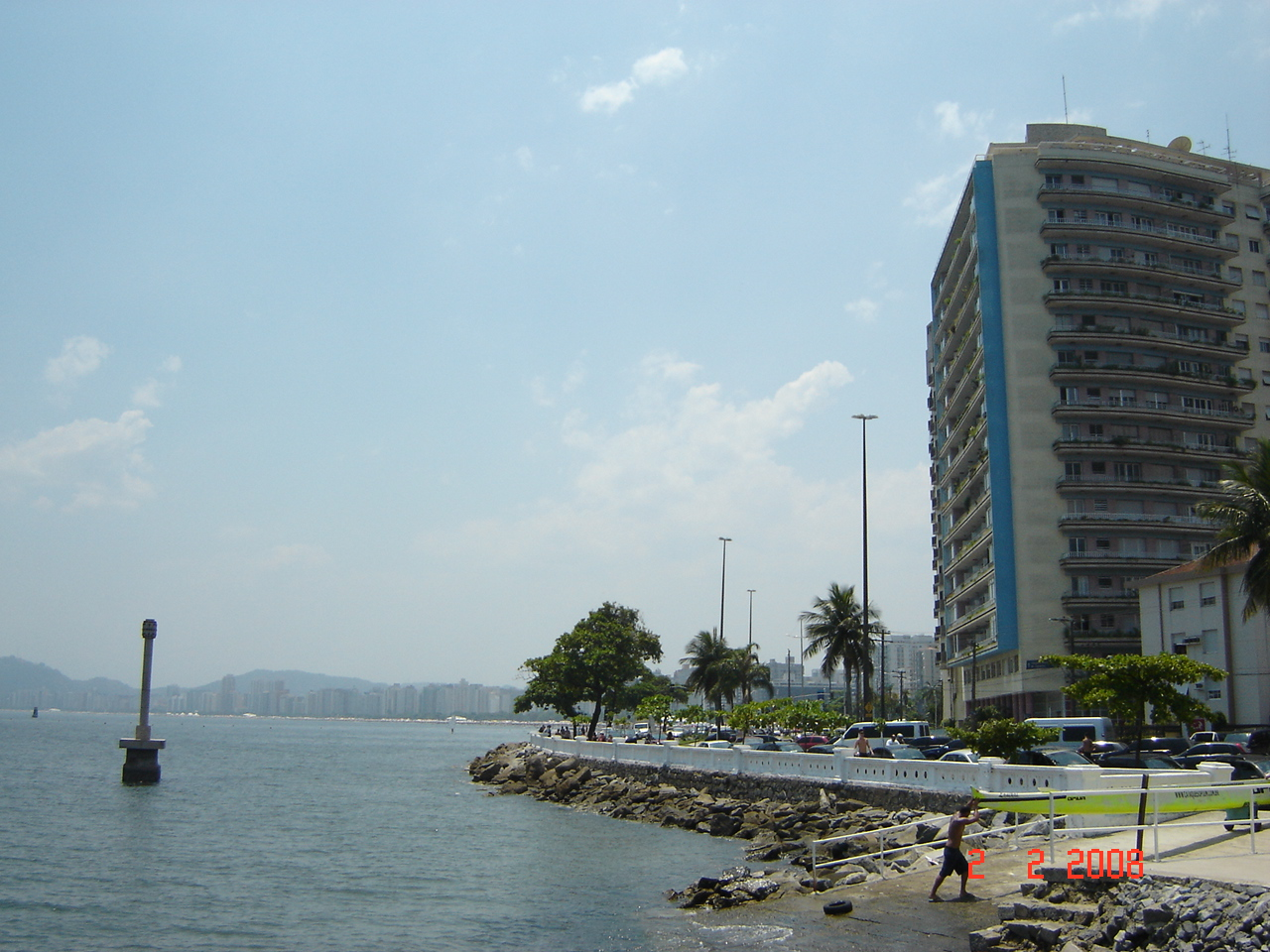
Vista panorâmica do início da Avenida Bartholomeu de Gusmão, onde se vê o tombado Edifíco Enseada, cujo arquiteto foi o ilustre João Artacho Jurado.